# Си Фур ле Плаж
 Тази статия е за селището във Франция.  За кантона вижте Си Фур ле Плаж (кантон).  
Си Фур ле Плаж (на френски: Six-Fours-les-Plages) е град в Прованс-Алпи-Лазурен бряг, югоизточна Франция, административен център на кантона Си Фур ле Плаж. Населението му е 33 250 души (по данни от 2016 г.).
Разположен е на брега на Средиземно море и е предградие на Тулон, намиращо се на 8 km западно от центъра на града. Селището възниква през VI век пр.н.е. като колония на гръцкия малоазийски град Фокея.